# Acyphoderes hirtipes
Acyphoderes hirtipes là một loài bọ cánh cứng trong họ Cerambycidae.